# 八風峠
八風峠（はっぷうとうげ）は、滋賀県東近江市黄和田町と三重県三重郡菰野町との間の八風街道途中にある峠。標高は940m。
この峠越えは八風越え、田光越えとも呼ばれる。連歌師宗長の宗長日記や山科言継の言継卿記に八風峠の峻嶮さが記されている。吾妻鏡によると1204年（元久元年）4月に平氏の残党が蜂起して伊勢・伊賀両国を占領し、八峯山すなわち八風峠を抑えた三日平氏の乱の記載があり、鈴鹿峠と同様に重要な交通路であったことが知られる。
八風という名称については、伊勢風土記の以下の記述をもとにしている。
```
天日別命
（あまのひわけのみこと）、
神武天皇
の命を受けて
大和国
より伊勢国へ攻め入り、
国津神
（くにつかみ）の
伊勢津彦
に「この国を天孫に献上せよ」と命じしが「吾はこの国を治めて年久しく、命をば聞かじ」と答えば、天日別命は「戦を起こして汝を殺す」と申し、伊勢津彦は、怖れて「吾が国は、ことごとく天孫に献上して、吾は今夜
八風
を起し海の水を吹き波に乗り東に去りぬ
```

八風峠を陶器等を持って通行すると必ず天候が荒れ、洪水が起きるという伝承がある。

## 伊左衛門と嘉助の碑
江戸時代の文化年間(1804年～1818年)に近江国の商家に奉公に出ていた伊左衛門と嘉助が、元服式に出席するため郷里の伊勢国朝明郡田光村（三重県三重郡菰野町田光）へ帰る途中に八風峠を越えて田光村の実家まで一里ほど手前までは来たものの、大雪によって峠道で遭難死した。家族はそのことを憐み、それぞれが斃れていた場所に伊左衛門の碑と嘉助の碑を建て、現在も残されている。